# Dremomys lokriah
Dremomys lokriah är en däggdjursart som först beskrevs av Hodgson 1836. Den ingår i släktet Dremomys och familjen ekorrar.
Artepitet lokriah i det vetenskapliga namnet är ett av namnen som djuret har i Nepal.

## Beskrivning
Pälsen på ryggsidan är mörkt rödbrun med agoutifärgade hår. Bakom öronen har den vita fläckar. Pälsen på buken är gulaktig till orangebrun. Svansens undersida har svart päls med vita hårspetsar, med en liten del insprängda orangefärgade hår. Kroppslängden är mellan 16,5 och 20,5 cm, ej inräknat den 13,5 till 22 cm långa svansen.  Vikten varierar mellan 150 och 240 g.

## Underarter
Catalogue of Life och Squirrels of the World skiljer mellan sex underarter:
- Dremomys lokriah lokriah (Hodgson, 1836) Förekommer i Nepal, Bhutan, nordöstra Indien, södra Tibet och norra Myanmar. Formen har brun rygg, klart orange buk och blek strupe, samt saknar några orangefärgade hår på svansen.[8]
- Dremomys lokriah garonum Thomas, 1922 Förekommer i den indiska delstaten Assam och nordöstligaste Bangladesh. Färgteckningen påminner om D. l. lokriah, men buken är blekare gul eller ockrafärgad.[8]
- Dremomys lokriah macmillani Thomas and Wroughton, 1916 Förekommer från Assam till Chindwin-floden i Burma och sydöstra Tibet. Ryggsidan har en olivgrå, gråspräcklig päls med gulbrun nacke och hjässa,en tunn, svart mittlinje på ryggen, gråbruna fläckar bakom öronen och en ljust brungrå buksida med en rödbrun fläck kring och strax före svansroten.[8]
- Dremomys lokriah motuoensis Cai and Zhang, 1980 Förekommer i sydöstra Tibet. Både ryggsida och buk är mycket mörkare än hos övriga underarter; ryggsidan är mörkt gulbrun.[8]
- Dremomys lokriah nielamuensis Li and Wang, 1992 Förekommer i Tibet. Formen är mindre än övriga underarter, och har en päls som är ljust olivgrå på ovansidan, ljust gul till orange på buken.[8]
- Dremomys lokriah pagus Moore, 1956 Förekommer i Assam och västra Burma. Formen har en ljusgul buksida med de grå hårbaserna synliga. Saknar vanligtvis någon svart ryggstrimma.[8]

## Utbredning
Denna ekorre förekommer i södra Asien. Utbredningsområdet sträcker sig från centrala Nepal över södra Kina (i södra Tibet och östra Yunnan), nordöstra Indien och Bhutan till västra och norra Burma. En avskild population (D. l. garonum, se ovan) finns i norra Bangladesh och angränsande områden av Indien.

## Ekologi
Arten är dagaktiv och lever främst i träden, men kan även söka föda på marken. Den förekommer från mellan 900 och 3 000 meter över havet. Habitatet utgörs av subtropiska, städsegröna bergsskogar och dessutom av fuktiga, delvis lövfällande skogar i Bangladesh samt ek och rhodedendron-skogar i Nepal. På högre höjder förekommer arten även i barrskog.
Födan består av frukter, nötter och växtdelar, inte minst mistlar, som förefaller vara favoritfödan.
Arten söker ofta skydd i trädens håligheter. Boet inrättas i ihåliga träd där det konstrueras av ek- och ormbunksblad, och kläs med gräsblad. Honan föder i regel två till fem ungar per kull under maj till augusti.

## Bevarandestatus
IUCN kategoriserar arten globalt som livskraftig, men populationen minskar. I Nepal och Bangladesh är främsta orsakerna habitatförlust och -fragmentering på grund av skogsavverkning. I nordöstra Indien jagas arten som föda.